# U-532
| U-532                                                                                                | U-532 | U-532 |
| --- | --- | --- |
| U 532                                                                                                | | |
| | | |
| Німецький підводний човен U-532 в порту Ліверпуля після капітуляції. 1945                            | | |
| Верф                                                                                                 | Deutsche Werft, Гамбург | Deutsche Werft, Гамбург |
| Під прапором                                                                                         | Третій Рейх | Третій Рейх |
| Належність                                                                                           | Крігсмаріне | Крігсмаріне |
| Порт приписки                                                                                        | Штеттін Лор'ян | Штеттін Лор'ян |
| Замовлення                                                                                           | 15 серпня 1940 | 15 серпня 1940 |
| Закладений                                                                                           | 7 січня 1942 | 7 січня 1942 |
| Спуск на воду                                                                                        | 26 серпня 1942 | 26 серпня 1942 |
| Введений до складу флоту                                                                             | 11 листопада 1942 | 11 листопада 1942 |
| На службі                                                                                            | 1942—1945 | 1942—1945 |
| Сучасний статус                                                                                      | 13 травня 1945 року капітулював у Лох-Еріболл | 13 травня 1945 року капітулював у Лох-Еріболл |
| Бойовий досвід                                                                                       | Друга світова війна Кампанія в Індійському океані Битва за Атлантику | Друга світова війна Кампанія в Індійському океані Битва за Атлантику |
| Проєкт                                                                                               | | |
| Тип ПЧ                                                                                               | великий океанський торпедний ДПЧ | великий океанський торпедний ДПЧ |
| Основні характеристики                                                                               | | |
| Швидкість (надводна)                                                                                 | 18,2 вузла (33,7 км/год) | 18,2 вузла (33,7 км/год) |
| Швидкість (підводна)                                                                                 | 7,3 (13,5 км/год) | 7,3 (13,5 км/год) |
| Робоча глибина занурення                                                                             | 100 м | 100 м |
| Гранична глибина занурення                                                                           | 230 м | 230 м |
| Дальність плавання                                                                                   | 63 милі (117 км) на швидкості 4 вузли (7,4 км/год) (у підводному положенні) 13 450 морських миль (24 910 км на швидкості 10 вузлів (19 км/год) (у надводному положенні) | 63 милі (117 км) на швидкості 4 вузли (7,4 км/год) (у підводному положенні) 13 450 морських миль (24 910 км на швидкості 10 вузлів (19 км/год) (у надводному положенні) |
| Екіпаж                                                                                               | 48 офіцерів та матросів | 48 офіцерів та матросів |
| Розміри                                                                                              | | |
| Довжина найбільша (по КВЛ)                                                                           | 76,76 м | 76,76 м |
| Ширина корпусу найб.                                                                                 | 6,86 м | 6,86 м |
| Висота                                                                                               | 9,6 м | 9,6 м |
| Середня осадка (по КВЛ)                                                                              | 4,67 м | 4,67 м |
| Водотоннажність надводна                                                                             | 1144 т | 1144 т |
| Водотоннажність підводна                                                                             | 1257 т | 1257 т |
| Силова установка                                                                                     | | |
| Дизель-електрична: 2 дизельні двигуни MAN M 9 V 40/46 2 електродвигуни Siemens-Schuckert 2 GU 345/34 | | |
| Гвинти                                                                                               | 2 | 2 |
| Потужність                                                                                           | 2 × 2 200 к.с. (дизелі) 2 × 740 к.с. (електродвигуни) | 2 × 2 200 к.с. (дизелі) 2 × 740 к.с. (електродвигуни) |
| Озброєння                                                                                            | | |
| Артилерія                                                                                            | 1 × 105-мм палубна гармата SK C/32 | 1 × 105-мм палубна гармата SK C/32 |
| Торпедно- мінне озброєння                                                                            | 4 носових і 2 кормових ТА; 22 торпеди або 44 міни TMA чи 66 TMB | 4 носових і 2 кормових ТА; 22 торпеди або 44 міни TMA чи 66 TMB |
| ППО                                                                                                  | 1 × 37-мм зенітна гармата SKC/30 2 (1 × 2) × 20-мм зенітні гармати FlaK 30                                                                                              | 1 × 37-мм зенітна гармата SKC/30 2 (1 × 2) × 20-мм зенітні гармати FlaK 30                                                                                              |

U-532 — німецький великий океанський підводний човен типу IXC/40, що входив до складу Військово-морських сил Третього Рейху за часів Другої світової війни. Закладений 22 грудня 1941 року на верфі Deutsche Werft у Гамбурзі під будівельним номером 347. Спущений на воду 26 серпня 1942 року, а 11 листопада 1942 року корабель увійшов до складу ВМС нацистської Німеччини. Єдиним командиром човна був фрегаттен-капітан Оттогенріх Юнкер, кавалер Німецького хреста в золоті.

## Історія служби
U-532 належав до серії німецьких підводних човнів підтипу IXC/40, найбільшої серії великих океанських човнів типу IX, подальшого розвитку IXC зі збільшеними розмірами, підвищеною дальністю плавання і без третього перископа, призначених діяти на морських комунікаціях противника у відкритому океані на далеких відстанях. Човнів цього типу було випущено 87 одиниць і вони відносно результативно проявили себе в ході бойових дій в Атлантиці. 11 листопада 1942 року U-532 розпочав службу у складі 4-ї навчальної флотилії, з 1 квітня 1943 року був переведений до бойового складу 2-ї флотилії ПЧ Крігсмаріне, а 1 жовтня 1944 року перейшов у підпорядкування 33-ї флотилії ПЧ.
З березня 1943 року і до травня 1944 року U-532 здійснив 4 бойових походи у Атлантичний океан, в яких провів 400 днів. Човен потопив 8 суден (46 895 GRT) і 2 судна пошкодив (13 128 GRT).
Після капітуляції нацистської Німеччини у Другій світовій війні, 13 травня 1945 року U-532 здався британцям у Лох-Еріболл у Шотландії. 17 травня німецький човен був переведений до Ліверпуля, звідси до Лох-Раян. 9 грудня 1945 року затоплений торпедою підводного човна «Тентіві» британського флоту в операції «Дедлайт».

## Перелік уражених U-532 суден у бойових походах
| №                                                                 | Дата            | Командир ПЧ              | Назва           | Тип                | Належність       | Водотоннажність (брт) | Вантаж | Конвой       | Результат та координати                                                 | Наслідки атаки для екіпажу      | Прим.                 |
| ----------------------------------------------------------------- | --------------- | ------------------------ | --------------- | ------------------ | ---------------- | --------------------- | --- | ------------ | ----------------------------------------------------------------------- | ------------------------------- | --------------------- |
| Другий похід (03.07—30.10.1943, 120 діб; Лор'ян—Пінанг)           |                 |                          |                 |                    |                  |                       | |              |                                                                         |                                 |                       |
| 1                                                                 | 19 вересня 1943 | FrgKpt. Оттогенріх Юнкер | Fort Longueuil  | суховантажне судно | Велика Британія  | 7 128                 | 8475 тонн фосфатів |              | потоплено 10°07′ пд. ш. 68°00′ сх. д. / 10.117° пд. ш. 68.000° сх. д.   | 59 (57 загинули та 2 вціліли)   |                       |
| 2                                                                 | 29 вересня 1943 | FrgKpt. Оттогенріх Юнкер | Banffshire      | суховантажне судно | Велика Британія  | 6 479                 | 4700 тонн кокосової олії, копри, плюмбаго, гуми і чаю                                                                            |              | потоплено 09°36′ пн. ш. 71°20′ сх. д. / 9.600° пн. ш. 71.333° сх. д.    | 100 (1 загиблий та 99 вцілілих) |                       |
| 3                                                                 | 1 жовтня 1943   | FrgKpt. Оттогенріх Юнкер | Tahsinia        | суховантажне судно | Велика Британія  | 7 267                 | 7038 тонн генеральних вантажів, включаючи чай, марганцеву руду і чавун                                                           |              | потоплено 06°51′ пн. ш. 74°38′ сх. д. / 6.850° пн. ш. 74.633° сх. д.    | 48 (усі вціліли)                |                       |
| 4                                                                 | 11 жовтня 1943  | FrgKpt. Оттогенріх Юнкер | Jalabala        | суховантажне судно | Британська Індія | 3 610                 | 2000 тонн копри і 1800 тонн генеральних вантажів                                                                                 | Конвой MB 50 | потоплено 11°40′ пн. ш. 75°19′ сх. д. / 11.667° пн. ш. 75.317° сх. д.   | 77 (5 вижили та 72 загинули)    |                       |
| 5                                                                 | 20 жовтня 1943  | FrgKpt. Оттогенріх Юнкер | British Purpose | танкер             | Велика Британія  | 5 845                 | 8000 тонн моторного бензину і гасу                                                                                               | Конвой BM 71 | пошкоджений 11°49′ пн. ш. 74°54′ сх. д. / 11.817° пн. ш. 74.900° сх. д. | 60 (усі вижили)                 |                       |
| Третій похід (04.01—19.04.1944, 107 діб; Пінанг—Пінанг)           |                 | FrgKpt. Оттогенріх Юнкер |                 |                    |                  |                       | |              |                                                                         |                                 |                       |
| 6                                                                 | 11 січня 1944   | FrgKpt. Оттогенріх Юнкер | Triona          | суховантажне судно | Велика Британія  | 7 283                 | Баласт |              | пошкоджено 00°03′ пн. ш. 80°43′ сх. д. / 0.050° пн. ш. 80.717° сх. д.   | ? (? вижили та ? загинули)      |                       |
| 7                                                                 | 26 січня 1944   | FrgKpt. Оттогенріх Юнкер | Walter Camp     | суховантажне судно | США              | 7 176                 | 7000 тон генеральних вантажів і продовольства та палубний вантаж (баржі, причепи, транспортні засоби, крани і землерийні машини) |              | потоплено 10°00′ пн. ш. 71°49′ сх. д. / 10.000° пн. ш. 71.817° сх. д.   | 70 (усі вціліли)                | судно класу «Ліберті» |
| 8                                                                 | 27 березня 1944 | FrgKpt. Оттогенріх Юнкер | Tulagi          | суховантажне судно | Велика Британія  | 2 281                 | 1850 тонн борошна і 380 мішків пошти                                                                                             |              | потоплено 11°00′ пд. ш. 78°40′ сх. д. / 11.000° пд. ш. 78.667° сх. д.   | 54 (47 загинули та 7 вижили)    |                       |
| Четвертий похід (13.01—13.05.1945, 121 доба; Батавія—Лох-Еріболл) |                 | FrgKpt. Оттогенріх Юнкер |                 |                    |                  |                       | |              |                                                                         |                                 |                       |
| 9                                                                 | 10 березня 1945 | FrgKpt. Оттогенріх Юнкер | Baron Jedburgh  | суховантажне судно | Велика Британія  | 3 656                 | 4000 тонн генеральних вантажів і 3000 тонн жерсті та мастила                                                                     |              | потоплено 10°02′ пд. ш. 25°00′ зх. д. / 10.033° пд. ш. 25.000° зх. д.   | 59 (1 загиблий та 58 вцілілих)  |                       |
| 10                                                                | 28 березня 1945 | FrgKpt. Оттогенріх Юнкер | Oklahoma        | танкер             | США              | 9 298                 | 103 199 барелів бензину і гасу                                                                                                   |              | потоплений 13°37′ пн. ш. 41°43′ зх. д. / 13.617° пн. ш. 41.717° зх. д.  | 72 (50 загиблих та 22 вцілілих) |                       |